# Liste der Kulturdenkmale in Wellenstein
In der Liste der Kulturdenkmale in Wellenstein sind alle Kulturdenkmale der luxemburgischen Gemeinde Wellenstein aufgeführt (Stand: 6. Dezember 2010).

## Kulturdenkmale nach Ortsteil

### Wellenstein
|   | Lage                                 | Offizielle Bezeichnung                    | Beschreibung          | Stufe | Eingetragen seit   | Bild |
| - | ------------------------------------ | ----------------------------------------- | --------------------- | ----- | ------------------ | ---- |
| 1 | route de Mondorf / rue du Vieux Coin | Gebäude                                   |                       | MN    | 26. September 2008 |      |
| 2 | 4 et 6, Rue Sainte-Anne              | Gebäude                                   |                       | IS    | 16. April 1984     |      |
| 3 | 1, Rue de la Chapelle                | Haus und Garten, (Am alten Eck-Gruethieh) |                       | IS    | 27. Juni 2006      |      |
| 4 | 57, Rue de Mondorf                   | Gebäude                                   | FEIPEL & STAAR Kontor |       |                    |      |

### Bech-Kleinmacher
|   | Lage               | Offizielle Bezeichnung                       | Beschreibung | Stufe | Eingetragen seit | Bild |
| - | ------------------ | -------------------------------------------- | ------------ | ----- | ---------------- | ---- |
| 4 | Kuebeneck          | Alter Bauernhof                              |              | IS    | 25. Juli 1989    |      |
| 5 | Friedeschwingerten | Unterbau einer gallisch-römischen Grabkammer |              | IS    | 6. April 1987    |      |

### Schwebsingen
|   | Lage             | Offizielle Bezeichnung | Beschreibung | Stufe | Eingetragen seit | Bild |
| - | ---------------- | ---------------------- | ------------ | ----- | ---------------- | ---- |
| 6 | 17, route du Vin | Gebäude                |              | IS    | 28. April 1987   |      |

Legende: MN – Immeubles et objets classés monuments nationaux; IS – Immeubles et objets inscrits à l’inventaire supplémentaire

## Quelle
- Liste des immeubles et objets classés monuments nationaux ou inscrits à l'inventaire supplémentaire (PDF; 456 kB)